# Krivosheinoscopus ussuricus
Krivosheinoscopus ussuricus är en tvåvingeart som beskrevs av Jezek 2001. Krivosheinoscopus ussuricus ingår i släktet Krivosheinoscopus och familjen fjärilsmyggor. Inga underarter finns listade i Catalogue of Life.